# Ilioneo
Nella mitologia greca,  Ilioneo  (in greco antico: Ἰλιονεύς) era il nome di un personaggio presente nella guerra di Troia, scoppiata per colpa del rapimento di Elena, moglie di Menelao un re acheo, effettuato da Paride figlio di Priamo il re di Troia. Tale guerra scoppiata fra i due regni viene raccontata da Omero nell'Iliade.

## Il mito
Ilioneo era un soldato dell'esercito troiano, figlio di Forbante, uomo caro, grazie alle sue greggi, al dio messaggero Hermes. Durante la sua vita Forbante gli diede quanto potesse offrirgli, ma ebbe un unico figlio, Ilioneo appunto. Il ragazzo, cresciuto, voleva distinguersi in battaglia, e durante una di esse si trovò coinvolto nel confronto fra Acamante e Peneleo, finendo per essere vittima di quest'ultimo. Infatti Penelèo, non essendo riuscito ad uccidere Acamante, che gli aveva ucciso il compagno di guerra Promaco, si scagliò allora su Ilioneo e gli gettò in viso la lancia, causandone la morte. Il re acheo balzò sul cadavere lasciando l'asta infissa nella faccia e gli troncò dal collo la testa che cadde a terra, infine la raccolse sanguinante e la issò in cima alla punta della sua lancia mostrandola ai Troiani, aggiungendo parole di oltraggioso scherno, come a deriderli nel vederli sgomenti per l'orrore manifesto. Omero paragona quest'immagine con quella di un papavero, con il fiore sbocciato in cima al gambo.

## Fortuna dell'episodio
Nell'Iliade il paragone col fiore del papavero è ripreso in più scene. Nell'Eneide di Virgilio due coppie di giovani guerrieri troiani subiranno la stessa sorte di Ilioneo: i fratelli Amico e Diore uccisi per mano di Turno, che dopo aver tagliato le teste ai cadaveri le appende al loro carro, rubandolo; e i due amici Eurialo e Niso, che dopo essere stati uccisi dai Rutuli di Volcente (caduto anch'egli nello scontro), avranno le teste recise e issate su lance per poi essere deposte davanti alle fortificazioni del campo troiano, in segno di derisione.

### Fonti
- Omero, Iliade XIV versi 489-501.

### Traduzione delle fonti
- Omero, Iliade, quinta edizione, Bergamo, BUR, 2005, ISBN 88-17-17273-1. Traduzione di Giovanni Cerri